# 제임스타운 학살

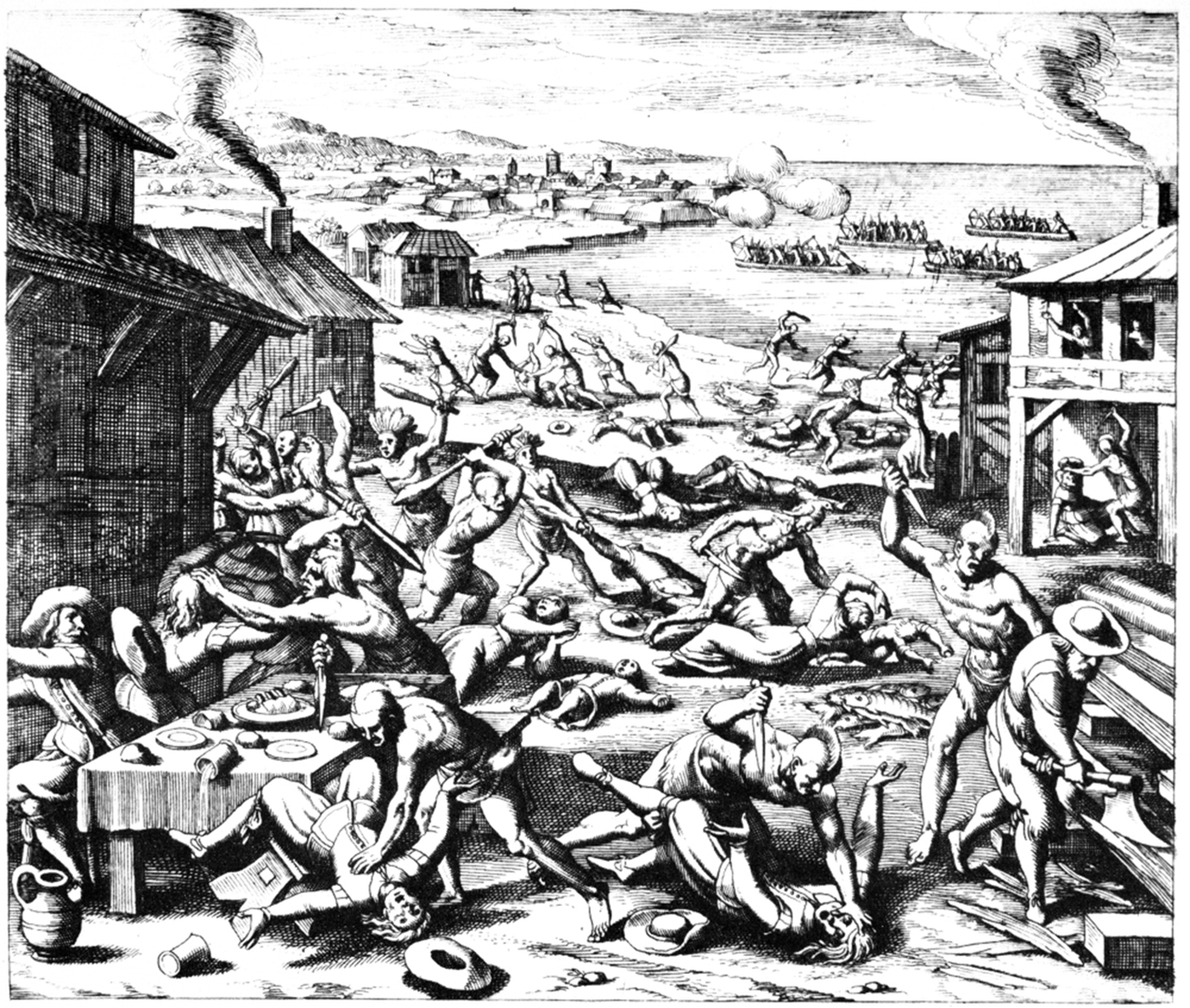
1622년 인디언 학살, 목판화, 매튜스 메리언, 1628.

제임스 타운 학살(Jamestown Massacre)은 1622년 3월 22일 성 금요일에 버지니아 식민지 제임스타운 주변의 정착촌에서 일어난 원주민 인디언과 백인 정착민들 사이에 일어난 분쟁 사건이다. ‘학살(Massacre)’이라는 이름이 붙어 있지만, 실제로는 평화 협정을 깨고 원주민 인디언의 땅을 백인 정착민이 계속 무력으로 점령 확대한 결과로 인디언에게 무력 보복을 받은 사건이며, 일방적인 사건이 아니다.
1607년에 건설된 제임스 타운의 이주민들은 담배농사 덕분에 성공적인 정착생활을 이어나갈 수 있었다. 그러나 담배농사는 급속히 토지를 황폐화시켰기 때문에 늘 새로운 땅을 필요로 했다. 영국 이민자들은 인디언의 땅을 침범하게 되었고 양측간에 갈등이 심화되다가 결국 수차례 큰 충돌이 발생하고 말았다.

## 개요
원래 이 땅의 원주민인 포우하탄 인디언은 백인 정착민들의 무력에 쫓겨났다. 포우하탄족들은 기습 공격으로 당시 영국 정착민 인구의 약 1/3에 해당하는 347명을 살해하였다. 제임스 타운은 위험하다는 정보를 사전에 들었기 때문에, 큰 피해는 면할 수 있었지만, 주변의 소규모 백인 정착민촌은 괴멸적인 피해를 입었다. 포우하탄 인디언들은 백인 남성뿐만 아니라 여성과 어린이도 살해했고, 또한 집이나 밭도 불태워버렸다. 이 공격은 제임스 강을 따라 산재해 있던 많은 정착촌이 소멸되는 결과가 되었다.

## 배경
당시 백인과 인디언들은 평화협정을 맺고 있었지만, 백인들은 이 협정을 파기하고 인디언의 땅을 침범해 가고 있었다. 이러한 백인 정착촌의 팽창은 원주민 인디언 부족을 피할 수 없는 식민지 전쟁으로 몰아가고 있었다. 포우하탄 족의 추장(조정자) 와훈세나카우는 다음과 같이 말했다.
“너희는 교역을 위해 온 것이 아니라, 우리 부족과 우리 나라를 침략하러 온 것이다.” 포우하탄은 추장은 영국인들과 인디언 사이의 평화를 원했다. 그는 또 “내가 또 세 차례에 걸쳐 동포의 죽음을 목격했다... 나는 평화와 전쟁 차이가 무엇인지 다른 어떤 부족보다 더 잘 알고 있다 (그가 영국인과 싸워야 한다면, 그가 예상하기를) 스미스 때문에 쉬지도, 먹지도, 자지도 못할 것이지만, 그의 지친 병사들은 지켜야 하고, 작은 가지가 부러지면 모두가 울음을 터트릴 것이고, 존 스미스 선장이 올 것이다. 그는 어딘지 모를 곳으로 그리하여 비참한 공포로 미참한 삶을 끝낼 것이다.”
1610년 런던 컴퍼니는 식민지 지사에게 현지 모든 인디언 부족을 기독교인화 시키고, 식민지에 동화시키는 정책을 지시했다. 백인들은 와훈세나카우 추장을 ‘인디언 왕’이라고 착각하고 있었으므로, 포우하탄 연방의 모든 조약을 그와 맺어서 식민지 지배를 굳히려 시도했다.
그러나 포우하탄 연방은 합의제, 연방제 사회이며, 포우하탄 추장은 연방 중 한 조정자에 지나지 않았다. 포우하탄 추장과 백인이 토지 거래에 관한 협약을 체결하고 ‘땅을 샀다’고 생각할 지라도 그것은 다른 부족들과 관련이 없는 것이다. 원래 인디언에게 ‘땅을 거래하는’ 문화는 없었기 때문에, 인디언들은 땅을 산다는 것이 무슨 말인지 이해하지 못했다. 인디언에게 땅은 모두의 것이며, 누구의 것도 아니었다. 백인 문화의 억지는 인디언의 반발만 초래했다.
1609년부터 1613년에 걸쳐 발발한 ‘제1차 앵글로 - 포우하탄 전쟁’ 이후, 1614년에 포우하탄 족 추장 와훈세나카우(Wahunsenacawh)의 딸 포카혼타스와 담배 재배를 확립한 영국인 정착민 존 롤프가 결혼함으로써, 잉글랜드 정착민과 포우하탄 족 사이에는 일시적인 평화가 찾아왔다.
1618년에 위대한 조정자였던 와훈세나카우가 사망하면서 포우하탄 족 추장의 자리는 동생 오페차나카노(Opechanacanough)에게 양위되었다. 그러나 오페차나카노는 정착민 사이의 평화가 지속될 것으로 생각하지 않았다. 제1차 앵글로 - 포우하탄 전쟁에 자발적으로 참여한 파문키 족 전사단이 패배에서 회복되자, 오페차나카노는 백인 정착민의 파괴를 계획하고 있었다. 1622년에 네마타뉴 추장이 영국인에게 살해되자, 오페차나카노 추장은 제임스 강에 산재한 31개 정착촌과 농장에 대한 기습 공격을 검토했다.

## 습격
제임스 타운 자체는 리처드 패이스라는 정착민 가정에 살고 있던 한 인디언 소년에 의해 구원을 받을 수 있었다. 그 인디언 소년은 패이스를 깨워, 기습계획을 사전에 알렸다. 제임스 강 건너편에 살았던 패이스는 가족의 안전을 확보한 후, 강을 건너 제임스 타운의 다른 정착민들에게 위험을 알렸다. 따라서 제임스 타운은 오페차나카노 등 포우하탄의 공격에 대해 미리 대비가 되어 있었지만, 주변의 정착촌에는 그런 경고가 전해지지 못했다.
그 인디언 소년의 이름은 현재의 어떤 기록에도 남아있지 않지만, “찬코”라는 이름이 전해져 내려오며, 이것은 잘못된 것일 것이다. “차우코”라는 이름을 가진 인디언이 1623년 4월 4일 버지니아 의회에서 런던 버지니아 컴퍼니로 보낸 편지에 언급되어 있다. 그는 소년이 아니라, “정착민들과 오랫동안 살았던 사람이며, 학살 계획을 미리 알려줌으로써 많은 이들을 구할 수 있었다”고 설명되어 있다. ‘차우코’는 ‘차크로’와 동일한 인물일 것이며, 샤프 대위와 함께 살았던 1624년 10월 25일 법정기록에 언급된 인디언일 것이다.
하루동안의 기습 공격으로 제임스 타운 주변의 작은 정착촌은 괴멸적인 피해를 입었다. 정착민과 인디언의 공동 문화 교류 센터가 있었던 헨리커스 정착촌도 파괴되었다. 마틴 핸드 레드 농장에서는 인구의 절반이 살해되었고, 월스텐홀름 타운은 2채의 집과 교회의 일부분 밖에 남지 않았다. 전체적으로는 이주민 인구의 약 1/3에 해당하는 347명이 살해됐다. 이와 함께 20명의 이주민 여성이 포로로 잡혀갔다. 그들은 그들이 죽거나 몸값을 치를 때까지 포우하탄 부족과 함께 살면서 일했다. 또한, 이 공격으로 이주민의 밭도 파괴되어 봄 수확도 기대할 수 없었기 때문에 일부 정착촌은 완전히 버려지게 되었다.
이 사건으로 인디언과 그 문화에 대한 영국 본토의 평가는 뒤집어졌다. 버지니아 식민지에서뿐만 아니라 본국인 영국에서도 ‘인디언은 야만인’이라는 이미지가 다시 굳어져버린 것이다.

## 보복
살아남은 백인 정착민들은 보복으로, 여름과 가을에 포우하탄족들의 옥수수 밭을 습격했다. 그 결과, 추장(중재자)인 오페차나카노는 마지못해 협상자리를 마련하게 되었다. 인디언 중개인을 통해 이주민과 포우하탄 족 사이에 마침내 평화협정을 맺는 자리가 마련되었다. 그러나 이 자리에서도 비극이 일어났다. 윌리엄 터커 대위와 존 포트 박사 등 이주민 측의 일부 지도자들은 평화를 자축하는 자리에서 인디언에 술에 독을 넣었다. 그들은 200여명의 인디언을 독살하고, 또한 50명의 인디언도 정착민의 손에 의해 죽었다. 그러나 오페차나카노는 도망할 수 있었다.

## 포우하탄의 쇠퇴
1624년에 버지니아는 영국 왕실령이 되었다. 따라서 이전처럼 버지니아 회사를 경유하지 않고, 왕실이 직접 버지니아에 통치권이 행사하게 되었다. 대부분의 정착촌에서 정착민은 영국 왕실의 자신들만 유리하도록 전매권을 행사할 수 있었고, 개인의 이익은 그다지 고려하지 않았다. 정착민들은 포우하탄 족의 땅을 계속 침해했으며, 식민지 정부는 인디언들과 맺은 평화 협정을 바꾸거나 무시하기 일수였다. 따라서 인디언들의 불만은 높아질 수밖에 없었다.
이주민과 포우하탄 족의 관계가 악화되는 가운데, 1644년 ‘제2차 앵글로 - 포우하탄 전쟁’이 일어났다. 잉글랜드 측은 500여명의 사망자를 냈으나, 그 무렵에는 이미 정착민 인구의 10%에도 못 미치는 인구 밖에 남지 않았기 때문에, 정착민들에게 미치는 영향은 22년 전 학살 사건 때보다는 작았다. 이 전쟁 속에서 오페차나카노는 마침내 체포되었다. 이미 상당히 늙었버린 오페차나카노는 들것에 실려 가야했다. 오페차나카노는 제임스 타운에서 투옥되어 감옥 벽에 붙어 있던 정착민에게 살해되었다.
중재자인 오페차나카노의 사망은 과거 이 땅에서 막강한 영향력을 자랑했던 포우하탄 연방의 몰락과 백인 정착민의 시대의 도래를 의미했다. 포우하탄 족은 땅에서 쫓겨나, 어떤 사람은 다시 이 땅에 돌아오지 못했고, 어떤 사람은 정착민에 동화되거나, 어떤 사람은 버지니아에 설립된 유보지에 강제 이주 당했다. 그 유보지 조차도 이민자들의 증가로 반강제적으로 이주되고, 축소되어 갔다. 현대에서는 포우하탄 연방에 속한 부족은 7개 밖에 남아 있지 않고, 보호구역도 킹 윌리엄 카운티(리치몬드 도시 내에)의 파문키족 보호구역 및 맛타포니족 보호구역 2개만 남아있다.
반면 백인 정착민은 버지니아 땅에 지배 기반을 굳혀 갔다. 학살 사건은 헹리카스 정착촌과 대학이 파괴되었지만, 그 71년 후, 1693년에는 미들 플랜테이션에 윌리엄 앤 메리 대학교가 설립되었다. 이 학교는 ‘하버드 대학’에 이어 미국 내 현존하는 대학으로는 두 번째로 오래된 대학이다. 1698년에는 버지니아 식민지의 수도가 제임스 타운에서 미들 플랜테이션으로 옮겨갔으며, 이름도 현재의 윌리엄스 버그로 바뀌었다.